# Cauldron Bay
Die Cauldron Cove ist eine Bucht im Südwesten von McDonald Island im südlichen Indischen Ozean. Sie liegt südöstlich des Gargoyle Head.
Australische Wissenschaftler benannten sie. Durch den heftigen Wellengang in der Bucht wirkt sie wie ein brodelnder Kessel (englisch cauldron).